# Хуліан Ернандес
Хуліа́н Ерна́ндес (англ. Julián Hernández, справжнє ім'я та прізвище — Хуліа́н Ернандо́ Пере́с (ісп. Julián Hernández Pérez); нар. 1972, Мехіко, Мексика) — мексиканський кінорежисер, сценарист, продюсер.

## Життєпис
Хуліан Ернандес народився у Мехіко в 1972 році. Навчався у Навчально-науковому центрі кіноосвіти (ісп. Centro Universitario de Estudios Cinematográficos, CUEC) в Мехіко. Кінематографічна мова Ернандеса склалася під впливом творчості таких режисерів, як Мікеланджело Антоніоні, Леонардо Фавіо, Робер Брессон та Ален Рене. Він також є засновником Cooperativa Cinematográfica Morelos, який за останні 20 років надав підтримку у створенні 25 фільмів.
Увагу національних та міжнародних кінокритиків Хуліан Ернандес привернув уже своїм першим повнометражним фільмом «Тисячі хмар світу закрили небо, кохай, твоє кохання буде вічним» (2003). Стрічка отримала премію «Тедді» на Берлінському міжнародному кінофестивалі 2003 року та була номінована у 8-ми категоріях на здобуття мексиканської національної кінопремії «Аріель». Вдруге режисер отримав «Тедді» у 2009 року за фільм «Люте сонце, люте небо».
Фільми Ернандеса відомі за його підхід до кінематографічного мови, в якій він особливу увагу приділяє естетиці. Багато критиків порівнюють його роботу з хореографією та відмічають майстерне використання ним послідовності кадрів.

## Фільмографія (вибіркова)
| Рік  |     | Назва українською                                               | Оригінальна назва                                                         | Режисер | Сценарист |
| ---- | --- | --------------------------------------------------------------- | ------------------------------------------------------------------------- | ------- | --------- |
| 1996 | к/м | Над прірвою відчаю                                              | Por encima del abismo de la desesperación                                 | Так     | Так       |
| 2000 | к/м | Крихітна Голгофа                                                | Diminutos del calvario                                                    |         |           |
| 2000 |     | Був момент, коли мрії змінилися довгими безсонними ночами       | Hubo un tiempo en que los sueños dieron paso a largas noches de insomnio… | Так     | Так       |
| 2000 | к/м | Викидень                                                        | Extravio                                                                  |         | Так       |
| 2000 | к/м | Життя таке прекрасне навіть зараз                               | La vida es tan hermosa aún ahora                                          | Так     |           |
| 2001 |     | Біль                                                            | El dolor                                                                  | Так     | Так       |
| 2003 |     | Тисячі хмар світу закрили небо, кохай, твоє кохання буде вічним | Mil nubes de paz cercan el cielo, amor, jamás acabarás de…                | Так     | Так       |
| 2003 | к/м | Жити                                                            | Vivir                                                                     | Так     | Так       |
| 2004 | к/м | Ліхтарик                                                        | Linternita                                                                | Так     | Так       |
| 2005 | к/м | Фрагмент ідентичності                                           | Fragmento de identidad                                                    | Так     | Так       |
| 2005 | к/м | Давид                                                           | David                                                                     |         | Так       |
| 2006 |     | Розколоте небо                                                  | El cielo dividido                                                         | Так     | Так       |
| 2007 |     | Брамадеро                                                       | Bramadero                                                                 | Так     | Так       |
| 2009 | к/м | Люте сонце, люте небо                                           | Rabioso sol, rabioso cielo                                                | Так     | Так       |
| 2009 |     |                                                                 | Boys on Film 2: In Too Deep                                               | Так     |           |
| 2010 |     | У день, коли це сталося                                         | Sucedió en un día                                                         | Так     | Так       |
| 2014 |     | Я, щастя цього світу                                            | Yo soy la felicidad de este mundo                                         | Так     | Так       |
| 2014 | к/м | Блукаючі хмари                                                  | Nubes flotantes                                                           | Так     | Так       |
| 2015 | к/м |                                                                 | Young Man at the Bar Masturbating with Rage and Nerve (2015)              | Так     |           |

## Визнання
| Нагороди та номінації Хуліана Ернандеса          | Нагороди та номінації Хуліана Ернандеса       | Нагороди та номінації Хуліана Ернандеса                         | Нагороди та номінації Хуліана Ернандеса |
| Рік                                              | Категорія                                     | Фільм                                                           | Результат                               |
| ------------------------------------------------ | --------------------------------------------- | --------------------------------------------------------------- | --------------------------------------- |
| Берлінський міжнародний кінофестиваль            |                                               |                                                                 |                                         |
| 2003                                             | Премія «Тедді»                                | Тисячі хмар світу закрили небо, кохай, твоє кохання буде вічним | Перемога                                |
| 2009                                             | Премія «Тедді»                                | Люте сонце, люте небо                                           | Перемога                                |
| Латиноамериканський кінофестиваль в Лімі         |                                               |                                                                 |                                         |
| 2003                                             | Найкраща перша робота                         | Тисячі хмар світу закрили небо, кохай, твоє кохання буде вічним | Перемога                                |
| Премія Аріель                                    |                                               |                                                                 |                                         |
| 2004                                             | Срібний Аріель за найкращий перший фільм      | Тисячі хмар світу закрили небо, кохай, твоє кохання буде вічним | Номінація                               |
| 2004                                             | Срібний Аріель за найкращу режисерську робота | Тисячі хмар світу закрили небо, кохай, твоє кохання буде вічним | Номінація                               |
| 2004                                             | Срібний Аріель за найкращий сценарій для кіно | Тисячі хмар світу закрили небо, кохай, твоє кохання буде вічним | Номінація                               |
| Туринський ЛГБТ-кінофестиваль                    |                                               |                                                                 |                                         |
| 2006                                             | Спеціальний приз журі                         | Розколоте небо                                                  | Перемога                                |
| Паризький кінофестиваль ЛГБТ-кіно Chéries-Chéris |                                               |                                                                 |                                         |
| 2014                                             | Гран-прі за найкращий художній фільм          | Я, щастя цього світу                                            | Номінація                               |